# Mitologías de los indígenas de Norteamérica

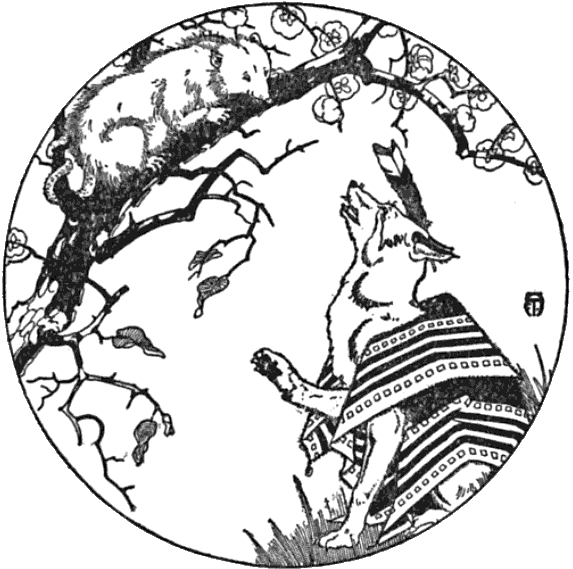
El coyote y la zarigüeya suelen aparecer en las historias de numerosas tribus.

Las mitologías de los indígenas de Norteamérica comprenden muchos conjuntos de relatos tradicionales asociadas con la religión desde una perspectiva mitográfica. Los sistemas de creencias indígenas de Norteamérica incluyen muchos relatos sagrados. Tales historias espirituales se encuentran profundamente basadas en la naturaleza y poseen un rico simbolismo de estaciones, el tiempo, plantas, animales, la tierra, el agua, el cielo y el fuego. Son comunes el principio de Gran Espíritu que lo abarca todo, universal y omnisciente una conexión con la Tierra, varios relatos sobre la creación y la memoria colectiva de ancestros comunes. Las práctica de adoración tradicionales suelen formar parte de las reuniones tribales, las cuales incluyen la danza, el ritmo, canciones y el trance (e.g. la danza del sol).

## Algonquinos (noreste de EE.UU., Grandes Lagos)

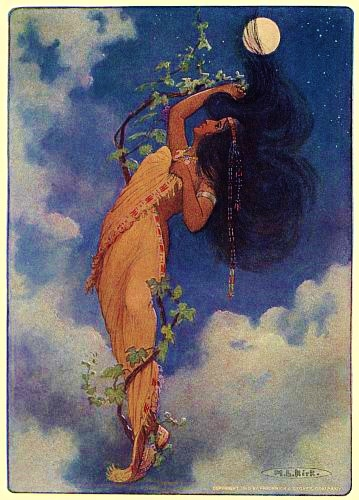
De la caída de la luna llena Nokomis - tomado de La Historia de Hiawatha, 1910

- Mitología abenaki - Las ceremonias religiosas son dirigidas por los chamanes, llamados Medeoulin (Mdawinno).
- Anishinaabe traditional beliefs - Una tribua de Norteamérica localizada principalmente en los Grandes Lagos.
- Mitología cree - Una tribua de Norteamérica localizada en el oeste de Ontario en las Praderas canadienses, aunque hay tribus localizadas en los Territorios del Noroeste y en Quebec.
- Mitología lenape - Una tribu de Norteamérica del área del río Delaware.

## Indígenas de las Grandes Llanuras
- Mitologías de los Pies Negros - Una tribu que vive en Alberta y Montana. Originalmente vivían en el oeste de los Grandes Lago en Montana y Alberta y pertenecían a la cultura de los Indios de las Grandes Llanuras.
- Mitología crow - Tribu de las Grandes Llanuras. Al chamán de la tribu se le conocía como Akbaalia ("sanador").
- Mitología lakota - Tribu de América del Norte, también conocida como sioux.
- Mitología pawnee - Un tribu de América del Norte originalmente localizada en Nebraska (EE. UU.).

## Muskogueanos (sur de los Estados Unidos) e iroqueses (este de los Estados Unidos)
- Mitología iroquesa (Cinco Naciones)
- Mitología cheroqui - Una cultura del sudeste de los Estados Unidos y de Oklahoma.
- Mitología choctaw - Una cultura del sudeste de los Estados Unidos y de Oklahoma. Originalmente proveniente del área del Misisipi, Alabama y Luisiana.
- Mitología cree - Una cultura del sudeste de los Estados Unidos y de Oklahoma. Originalmente proveniente del área de Alabama, Georgia y Florida. El chamán era conocido como Aletica.
- Mitología ho-chunk –  Los ho-Chunk y winnebago son tribus de América del Norte que fueron un a sola tribu que vivía en Wisconsin.
- Religion wyandot - Pueblo de América del Norte (a veces llamados hurón), provenientes de Ontario (Canadá) y de las zonas aledañas.
- Mitología seneca - Pueblo de América del Norte, una de las Cinco Naciones de la confederación Iroquesa, proveniente del noreste de los Estados Unidos.

## Alaska y Canadá
- Mitología haida
- Mitología inuit - Pueblo de América del Norte culturalmente parecido a otros pueblos de las regiones polares.

## Noroeste del Pacífico
- Mitología kwakwaka'wakw
- Lummi - Una tribu de América del Norte proveniente del Noroeste del Pacífico, de la zona del estado de Washington.
- Mitología nuu-chah-nulth
- Mitología salish
- Mitología tsimshian

## Uto-Aztecas (de la Gran cuenca hasta México)
- Mitología hopi - Comunidad de América del Norte localizada en el sudoeste de los Estados Unidos.
- Mitología miwok - Pueblo de América del Norte  localizado en el norte de California.
- Mitología ohlone - Pueblo de América del Norte  localizado en el norte de California.
- Mitología ute

## Otras tribus del sudoeste de los Estados Unidos
- Diné Bahane' (Navajo) - Una nación de América del Norte del sudoeste de los Estados Unidos.
- Mitología pomo - Un pueblo del norte de California.
- Mitología zuñi

## América central
- Mitología azteca, un imperio de Mesoamérica centrado en el valle de México.
- Mitología maya, un pueblo de Mesoamérica del sur de México y norte de América Central.

## Sudamérica
- Mitología chilota, las culturas chono y huilliche, que viven en el archipiélago de Chiloé, frente a la costa sur de Chile.
- Mitología guaraní, un pueblo indígena del Gran Chaco, especialmente de Paraguay y partes de las zonas aledañas de Argentina, Brasil] y Bolivia.
- Mitología inca, un imperio de Sudamérica centrado en la parte central de la Cordillera de los Andes.
- Mitología mapuche, un pueblo indígena del Cono Sur, especialmente de Chile y de algunas regiones de Argentina.
- Mitología de los Yucuna (en yucuna y francés), un pueblo indígena de idioma Arawak del Norte Oeste de la Amazonía en Colombia.